# Chaerephon solomonis
Chaerephon solomonis là một loài động vật có vú trong họ Dơi thò đuôi, bộ Dơi. Loài này được Troughton mô tả năm 1931.